# 纽约太阳报
《纽约太阳报》（The New York Sun）是一家总部位于美国纽约曼哈頓的报社，出版線上報紙。它成立于2002年，到2008年为止发行实体日报，之后转到线上发行。它自称前身是1833年建立的《太阳报》，沿用了原来太阳报的报头。